# Дорен (Эмсланд)
Дорен (нем. Dohren) — община в Германии, в земле Нижняя Саксония.
Входит в состав района Эмсланд. Подчиняется управлению Херцлаке. Население составляет 1132 человека (на 31 декабря 2010 года). Занимает площадь 25,64 км².

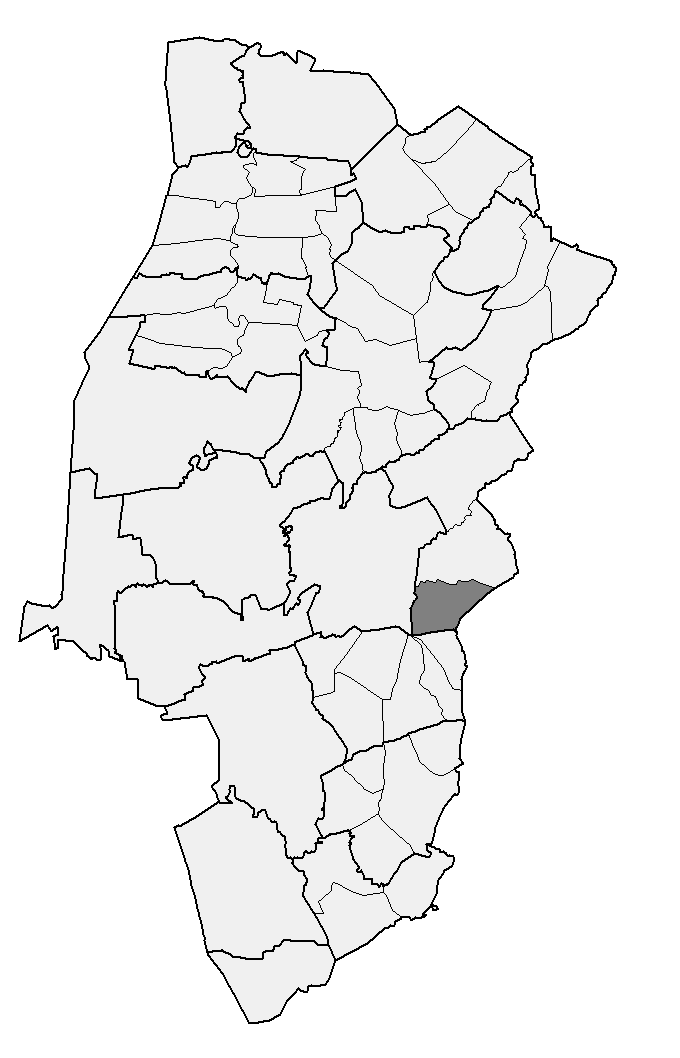
Дорен (Эмсланд)